# تيتسو ياماتو
تيتسو ياماتو (باليابانية: 大和 哲) (30 مايو 1978 في أوساكا في اليابان – )؛ هو لاعب كرة قدم ياباني سابق كان يلعب كلاعب وسط.

## وصلات خارجية
- تيتسو ياماتو على موقع رابطة كرة القدم اليابانية للمحترفين (اليابانية)
- تيتسو ياماتو على موقع عالم كرة القدم.نت (الإنجليزية)